# Ewelina Owczarska
Ewelina Anna Owczarska (ur. 11 marca 1982 w Miechowie) – polska polityk, urzędniczka państwowa i unijna, w 2023 podsekretarz stanu w Ministerstwie Funduszy i Polityki Regionalnej.

## Życiorys
Córka Henryka i Marii. Zamieszkała w Wolbromiu. Ukończyła stosunki międzynarodowe na Wydziale Studiów Międzynarodowych i Politycznych Uniwersytetu Jagiellońskiego. Kształciła się podyplomowo na studiach typu MBA oraz w zakresie zarządzania i finansowania w sektorze transportu lotniczego w Szkole Głównej Handlowej. Początkowo pracowała jako urzędniczka samorządowa i w organizacji pozarządowej, zajmowała się także prowadzeniem kampanii informacyjnych i marketingowych. W latach 2012–2023 zatrudniona jako doradca w różnych komisjach Parlamentu Europejskiego, gdzie była m.in. asystentką Adama Bielana. Została też członkiem rady Fundacji Rozwoju Systemu Edukacji i Platformy Przemysłu Przyszłości.
W 2010 znalazła się w komitecie założycielskim stowarzyszenia Polska Jest Najważniejsza. W 2014 jako przedstawicielka Prawicy Rzeczypospolitej kandydowała bez powodzenia z listy PiS do sejmiku małopolskiego. Działała później w Porozumieniu, była wiceszefową jego struktur w okręgu radomskim. W 2021 przeszła do Partii Republikańskiej, została członkiem zarządu krajowego ugrupowania (partia została rozwiązana w grudniu 2023). 15 czerwca 2023 powołana na stanowisko podsekretarza stanu w Ministerstwie Funduszy i Polityki Regionalnej. W wyborach parlamentarnych w tym samym roku bez powodzenia kandydowała do Sejmu. W grudniu 2023 zakończyła pełnienie funkcji wiceministra.